# السلوكية في البرازيل
يمثل إدخال تيار السلوكية في البرازيل بداية التاريخ الفني الأوروبي في البلاد. اكتشف من قبل البرتغاليين في عام 1500 في الوقت الذي كانت فيه البرازيل ما تزال مأهولة بالسكان الأصليين، الذين تميزت حضارتهم بتقاليد غنية وممعنة في القدم لكنها تختلف كل الاختلاف عن حضارة البرتغاليين. ظهرت العناصر الأولى للهيمنة الواسعة مع وصول المستعمرين واستمرت حتى يومنا هذا. كان التيار الثقافي الرئيسي السائد في أوروبا خلال فترة تأسيس الحضارة الأمريكية الجديدة هو تيار السلوكية، وهو عبارة عن توليفة معقدة ومتناقضة من العناصر الكلاسيكية المستمدة من النهضة الإيطالية - اليوم هو محط تساؤل وتحول بسبب انهيار النظرة العالمية الموحدة والمتفائلة والمثالية المتمحورة حول الإنسان والتي تبلورت في صورة النهضة العليا- والتقاليد الإقليمية المنتشرة في مناطق مختلفة في أوروبا من ضمنها البرتغال التي ما تزال تملك أساس مرجعي قوي في الأسلوب القوطي القديم. أضيفت عناصر جديدة إلى هذا التيار على مر السنين وجاءت هذه العناصر عبر سياق معارض بشدة لتيار الإصلاح الذي تأسست ضده الكنيسة الكاثوليكية في النصف الثاني من القرن السادس عشر، وهو عبارة عن برنامج تبشيري تأديبي عدواني يعرف بما يسمى «مكافحة الإصلاح»، أحدث ثورة كبيرة في الفنون والثقافة في ذلك الوقت.
بدأت الحضارة البرتغالية من الصفر إلا أن الظروف كانت ضعيفة ولا تسمح بتحقيق ازدهار ثقافي يدوم لقرن كامل تقريبًا. لذلك حين بدأت أولى الإبداعات الفنية الهامة بالظهور في البرازيل وبشكل حصري في مجال العمارة المقدسة وديكورها الداخلي، كانت السلوكية قد بدأت بالانحدار في أوروبا وجاء بعدها عصر الباروك في النصف الأول من القرن السابع عشر. على أية حال وبفضل نشاط اليسوعيين الذين تميزوا بجرأتهم كمبشرين وتبنيهم لتيار السلوكية كأسلوب رسمي لنظامهم ومقاوماتهم المستميتة في عدم التخلي عنه، تمكن هذا التيار الجمالي من الانتشار والتوسع ضمن البرازيل مؤثرًا في العديد من الأنظمة والتيارات الأخرى. مع ذلك فإن الأسلوب الذي طوروه في المستعمرة كان بمعظمه أسلوب العمارة البرتغالية العادي، الذي يتميز بخصائص عادية وبسيطة جدًا ويعتمد بشكل قوي على أساسيات التوازن الكلاسيكية والعقلانية والاقتصاد الرسمي، على عكس التيارات الأخرى في أوروبا التي كانت أكثر ميلًا للعشوائية وضد الكلاسيكية وأقرب إلى التجريبية والزينة والديناميكية. كان النموذج الأساسي للواجهة وبشكل خاص مخطط أرضية الكنيسة اليسوعية النموذج الأكثر تأثيرًا واستدامة في التاريخ التنويري المقدس في البرازيل وبقي متبعًا على نطاق واسع مع بعض التعديلات حتى القرن التاسع عشر. كذلك كان لأسلوب العمارة البرتغالية العادي تأثير عميق على المباني المدنية والعسكرية فنتج عن هذا عمارة متجانسة في جميع أنحاء البلاد. أما فيما يخص الزخارف الداخلية بما فيها المنحوتات الخشبية المذهبة واللوحات والمنحوتات الأخرى فإن السلوكية لم تستمر طويلًا واختفت بشكل كامل تقريبًا في منتصف القرن السابع عشر، تمامًا كما حدث في مجالات الموسيقى والأدب. خرجت معظم الكنائس المصممة وفق أسلوب السلوكية من التصنيف على الرغم من حضورها القوي نتيجة الإصلاحات اللاحقة، ولم يبق اليوم سوى عدد قليل من الأمثلة الحية التي يمكن للمرء أن يلمس من خلالها الآثار التقليدية للعمارة القديمة. واجهت الديكورات الداخلية بالإضافة إلى بعض النماذج الموسيقية مصيرًا أكثر دراماتيكية باختفائها شبه الكامل.
يعد الاهتمام النقدي بتيار السلوكية ظاهرة حديثة، فحتى أربعينيات القرن العشرين لم يعترف عمومًا بالتيار على أنه كيان مستقل في تاريخ الفن، بل اعتبر حتى ذلك الحين انتكاسة حزينة لعصر النهضة بما تحمله من نقاء أو مجرد مرحلة انتقال فوضوية بين عصر النهضة وعصر الباروك. لكن العديد من الدراسات منذ خمسينيات القرن العشرين بدأت بالتركيز على هذا التيار فحددت خصائصه بشكل أفضل وأدركت قيمته كأسلوب غني في طرح الحلول والمقترحات المبتكرة عدا عن كونه تيار مثير للاهتمام بحد ذاته. إن الصعوبات أعظم بكثير فيما يخص حالة البرازيل، فالبحث في مرحلته الأولية والمراجع فقيرة وما يزال هناك العديد من الأخطاء والمفارقات التاريخية وتضارب الآراء في تحليلها، ومع ذلك فإن بعض العلماء تركوا بالفعل إسهامات هامة في محاولة استخلاصها.

## تيار السلوكية
ظهر تيار السلوكية في إيطاليا كتطور طبيعي لعصر النهضة الذي ازدهر بين القرنين الرابع عشر والخامس عشر وأعاد نشر المثل الجمالية الكلاسيكية للتوازن الرسمي واقتصاد الوسائل والاعتدال في التعبير، تلك المثل التي ارتبطت بأعلى القيم الأخلاقية. وصل عصر النهضة إلى أقصى أهدافه في الفترة الزمنية التي عرفت باسم النهضة العليا (نحو 1527-1480)، التي تحدد عادة بأعمال ليوناردو دافينشي الناضجة ونهب روما عام1527. نتج عن ذلك فن عظيم في أصالته وتوازنه ورفعته، تطهر من عيوبه العابرة في منح الأولوية للعقل على الذاتية وفي إنتاجه لأسياد الماضي الذين نذروا أنفسهم لقيمه المثلى. مع ذلك، أشبع تقليد الطبيعة بالشكليات والمثاليات فقدمت صورة لعالم طوباوي يسود فيه الخير على الأرض بفضل قوة وعدالة السماء إذ ألغيت كل الاختلافات وحل التجانس الثقافي والحياتي واتبع جميع الناس أخلاقيات الإيثار والنقاء. كانت من بين اهتمامات فناني عصر النهضة فكرة تقديمهم نماذجًا سلوكية تعليمية من شأنها تحويل المجتمع ومنحه سعادة دائمة. وبالتالي فإن تلك الإيديولوجيا هي النتاج الأساسي لذلك الفن العظيم في تلك الحقبة الزمنية، إلى جانب كونها زائفة ومنفصلة عن الواقع أيضًا وأنتجت في فترة من الحروب المتواصلة والأزمات الاجتماعية السياسية. في هذا السياق بالذات، هناك أزمتان مثيرتان للاهتمام: النهب الدموي لروما عام 1527، ويعتبر هذا الحدث واحدًا من النقاط التي توجت عملية إعادة التنظيم الكامل في الجغرافية السياسية الأوروبية مما وجه ضربة قاسية لسياسة إيطاليا وسلطتها الاقتصادية على الساحة الأوروبية، والحدث الثاني هو الإصلاح الذي بدأ عام 1517 وقسم المسيحية الموحدة إلى طائفتين مختلفتين وقد كان حتى ذلك الحين أهم عامل في الحفاظ على وحدة أوروبا الثقافية والدينية أعطى لإيطاليا التأثير الدولي المتفرد لتكون رأس المسيحية في العالم.